# گوموگو (کایائو)
گوموگو شهری در شهرستان کایائو در استان بازگا در بورکینافاسوی مرکزی است و جمعیت آن ۵۷۴ نفر است.